# Héctor Zelaya
Héctor Ramón Zelaya Rivera (Trinidad (Santa Bárbara), 12 de agosto de 1958) é um ex-futebolista profissional hondurenho, que atuava como defensor.

## Carreira
Héctor Zelaya fez parte do elenco da histórica Seleção Hondurenha de Futebol da Copa do Mundo de 1982, ele fez três partidas e um histórico gol contra a Espanha, em Valência, em um empate por 1-1. 